# LDAP
LDAP je skraćenica od eng. složenice Lightweight Directory Access Protocol i ime je za aplikacijski protokol za čitanje i pisanje imenika preko IP mreže. Imenik je u LDAPu datoteka ili skupina podataka koji su organizirani slično kao telefonski imenik, koji sadrže podatke o korisnicima, datotekama i aplikacijama, kao i njihove sigurnosne postavke. Najzadnja inačica LDAPa je s brojem 3. Opis protokola sadržani su IETF RFC 4510.